# Max Moras
Pour les articles homonymes, voir Moras.
Max Moras, né le 20 mai 1907 à Dax (Landes) et mort le 5 septembre 1984 à Dax (Landes), est un homme politique français.
Il est inhumé au cimetière Saint-Pierre de Dax.

## Biographie
Adhérent du RPF, le parti du général de Gaulle, en 1947, Max Moras est élu député des Landes en 1958 puis maire de Dax en 1959. Battu aux législatives de 1962 par le socialiste Camille Dussarthou, il est en revanche réélu à la mairie de Dax en 1965 puis en 1971. En 1977 il est battu par un ancien adjoint, Yves Goussebaire-Dupin.
Durant son mandat, il fait déménager la mairie dans l'ancien hôtel de Chièvres.

## Détail des fonctions et des mandats
Mandats Locaux 
- 1959-1977 : Maire de Dax (Landes)

Mandat parlementaire
- 30 novembre 1958 - 9 octobre 1962 : Député de la 2e circonscription des Landes